# Stromwandler
Ein Stromwandler ist ein Messwandler, der als Maß für einen schwer messbar großen elektrischen Strom ein leicht verarbeitbares elektrisches Signal erzeugt. Herkömmlich wird darunter ein auf messtechnische Erfordernisse ausgelegter Transformator verstanden, der zum potentialfreien Messen großer Wechselströme unter oft hoher elektrischer Spannung dient. Neuere Stromwandlerarten benötigen keinen Transformator und können auch Gleichstrom messen.
Ein herkömmlicher Stromwandler gibt als Ausgangssignal einen Sekundärstrom in der Größenordnung von Milliampere bis wenige Ampere ab, der so gut wie möglich proportional ist zum zu messenden Primärstrom. Dieser kann bei entsprechend hohem Windungszahl-Verhältnis nahezu beliebig hoch sein. Ferner soll der Sekundärstrom so gut wie möglich keine Phasenverschiebung gegenüber dem Primärstrom aufweisen. Die wichtigsten Ursachen für Messabweichungen, also die Abweichungen vom so skizzierten idealen Verhalten, sind der mit der Wandlung verbundene Magnetisierungsstrom und die Kernsättigung.

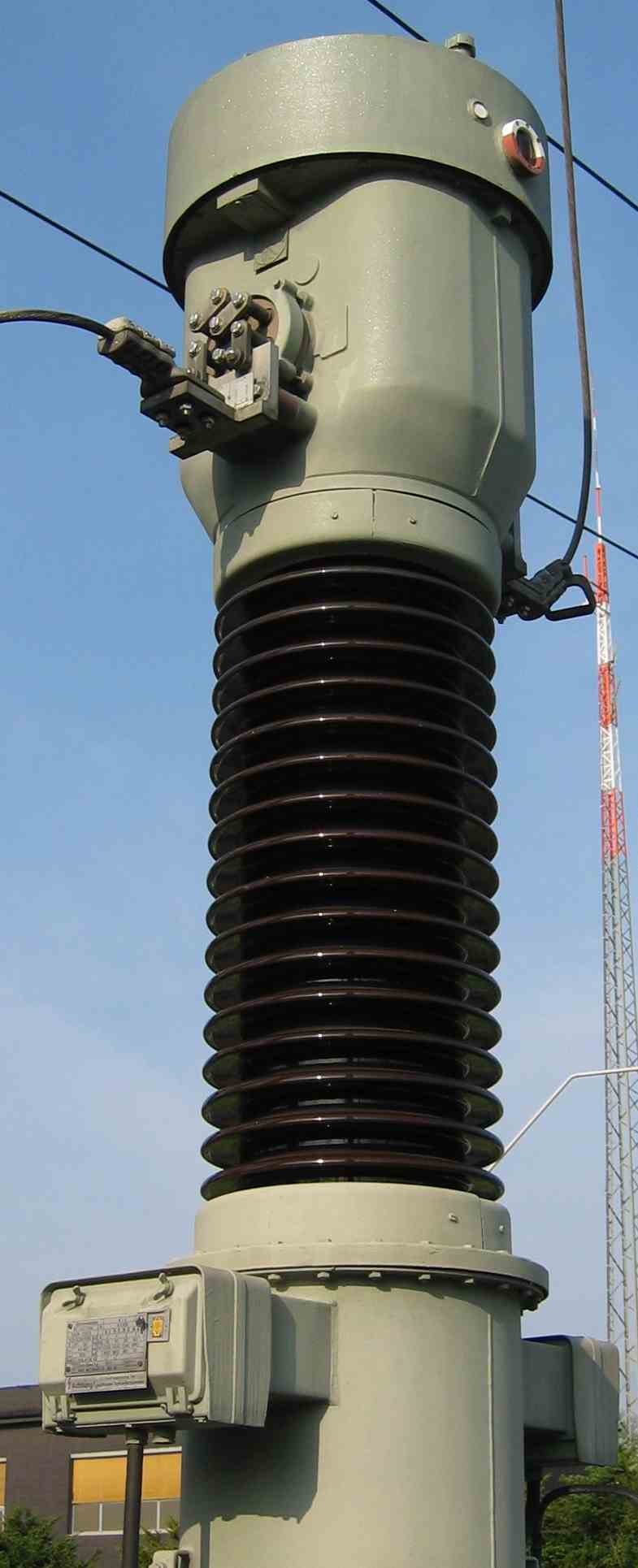
Kombinierter Strom- und Spannungswandler in einer 110-kV-Anlage

Zum Einsatz im Stromnetz gibt es Ausführungen von Stromwandlern für alle Spannungsebenen. Stromwandler besitzen je nach Anwendung unterschiedliche Kennlinien:
- für Messzwecke, zur Erzeugung eines innerhalb des Messbereiches möglichst proportional herabgesetzten Stromes für Strommessgeräte, Energiezähler. Solche Wandler schützen sich und die angeschlossenen Messgeräte bei Überstrom, indem sie in die Sättigung gehen.
- für Schutzzwecke, zur Übertragung eines herabgesetzten Stromes an Schutzrelais, Steuer- und Regelgeräte. Solche Wandler liefern auch bei hohen Überströmen noch ein primärstromabhängiges Ausgangssignal.

## Aufbau und Anwendung

### Induktive Stromwandler
Induktive Stromwandler haben nur eine oder wenige Primärwindungen, die vom zu messenden Strom durchflossen werden, sowie eine größere Anzahl von Sekundärwindungen. Oft besteht die Primärwicklung aus einer durch den Ringkern des Wandlers geführten Stromschiene, was einer einzigen Primärwindung entspricht. Der Sekundärstrom ist gegenüber dem zu messenden Primärstrom verringert – und zwar umgekehrt proportional zum Verhältnis der Primär- und Sekundärwindungszahl.
Die Sekundärwicklung muss z. B. an ein Strommessgerät angeschlossen oder kurzgeschlossen sein, da ansonsten hohe Kernverluste oder sogar gefährliche Spannungen auf der Sekundärseite auftreten können. Der maximal zulässige sekundärseitige Scheinwiderstand darf zu einem bestimmungsgemäßen Betrieb nicht überschritten werden. Im sekundären Stromkreis können Strommessgeräte (auch Strompfade von Leistungsmessgeräten oder Energiezählern) liegen oder auf Strom empfindliche Schutzrelais (Bimetallauslöser oder Magnetauslöser), die Überstromzustände detektieren und bewerten können.
Die Primäranschlüsse werden oft mit P1 und P2 gekennzeichnet (früher Großbuchstaben K und L), die Sekundäranschlüsse mit S1 und S2 (früher Kleinbuchstaben k und l). Die Beschriftung kennzeichnet auch die Polarität: P1 und S1 haben zum selben Zeitpunkt dieselbe Polarität, das heißt, der Strom fließt in P1 hinein und aus S1 fließt der herabgesetzte Strom heraus. Es handelt sich jeweils um die Wicklungsanfänge.
Stromwandler können für Frequenzen von 16 Hz bis in den MHz-Bereich gebaut werden. Die untere Grenzfrequenz wird durch die Sekundärinduktivität und die Summe aus deren Wicklungswiderstand und äußerer Bürde (Belastung) bestimmt. Die Zeitkonstante {\displaystyle \tau } des bei einem primärseitigen Rechtecksignal sekundärseitig exponentiell abnehmenden Stromes beträgt
{\displaystyle \tau =L/(R_{i}+R_{b})}
mit
| {\displaystyle L}     | – Sekundärinduktivität                     |
| {\displaystyle R_{i}} | – ohmscher Widerstand der Sekundärwicklung |
| {\displaystyle R_{b}} | – Bürde                                    |

#### Anwendung im Stromnetz
Besonders im Stromnetz (50 oder 60 Hz) oder niedriger Frequenz wird Kernmaterial mit möglichst hoher Permeabilitätszahl verwendet. Das sind Bleche oder Ringbandkerne aus Silicium-Eisenlegierungen oder Ringbandkerne aus nanokristallinen Legierungen. Sie werden realisiert bis zu einem primären Bemessungsstrom von etwa 50 kA.
Zur Sicherheit wird die Sekundärwicklung bei Stromwandlern im Mittel- und Hochspannungsnetz einseitig geerdet.

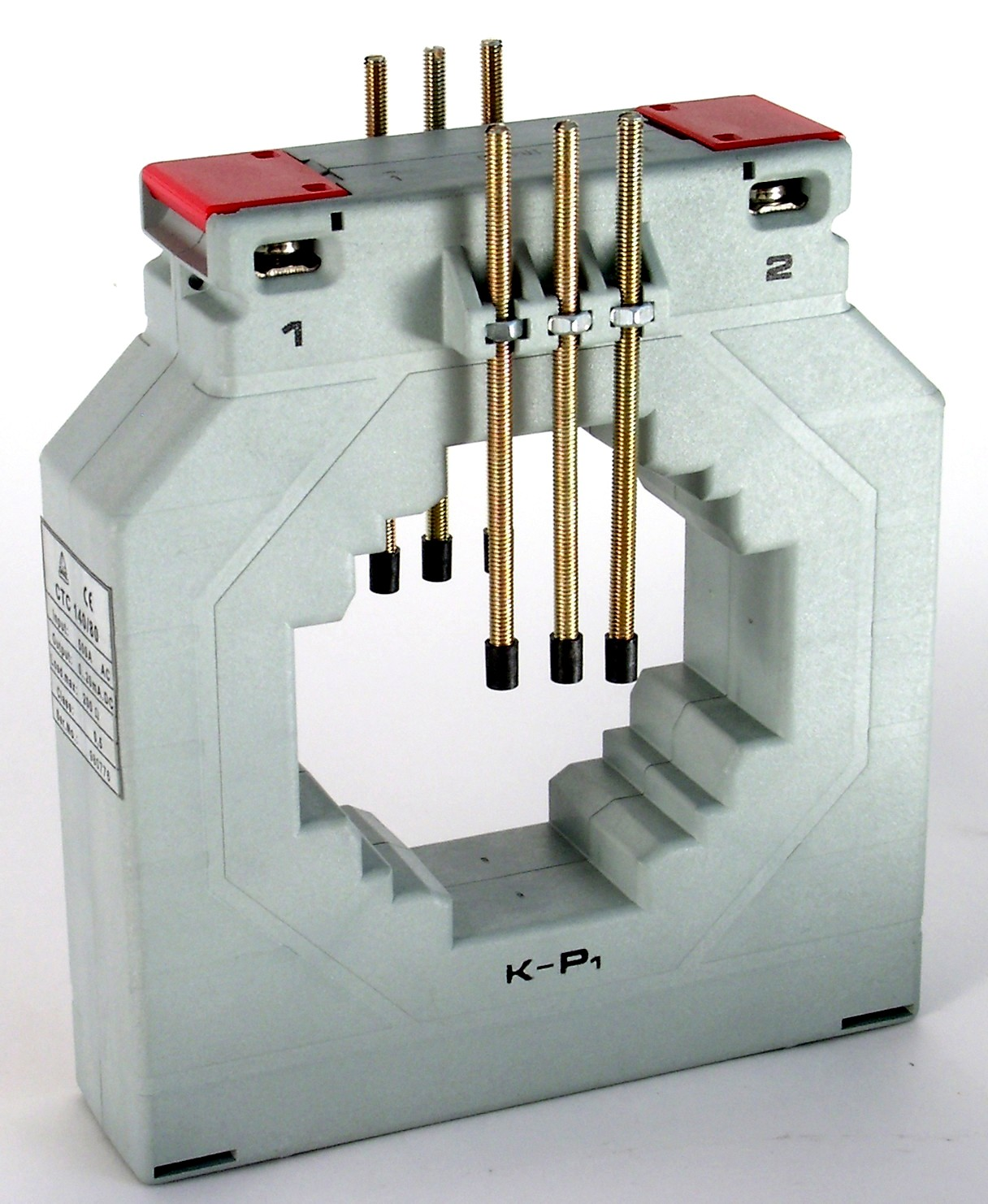
Stromwandler für Montage auf Stromschiene (500 A)
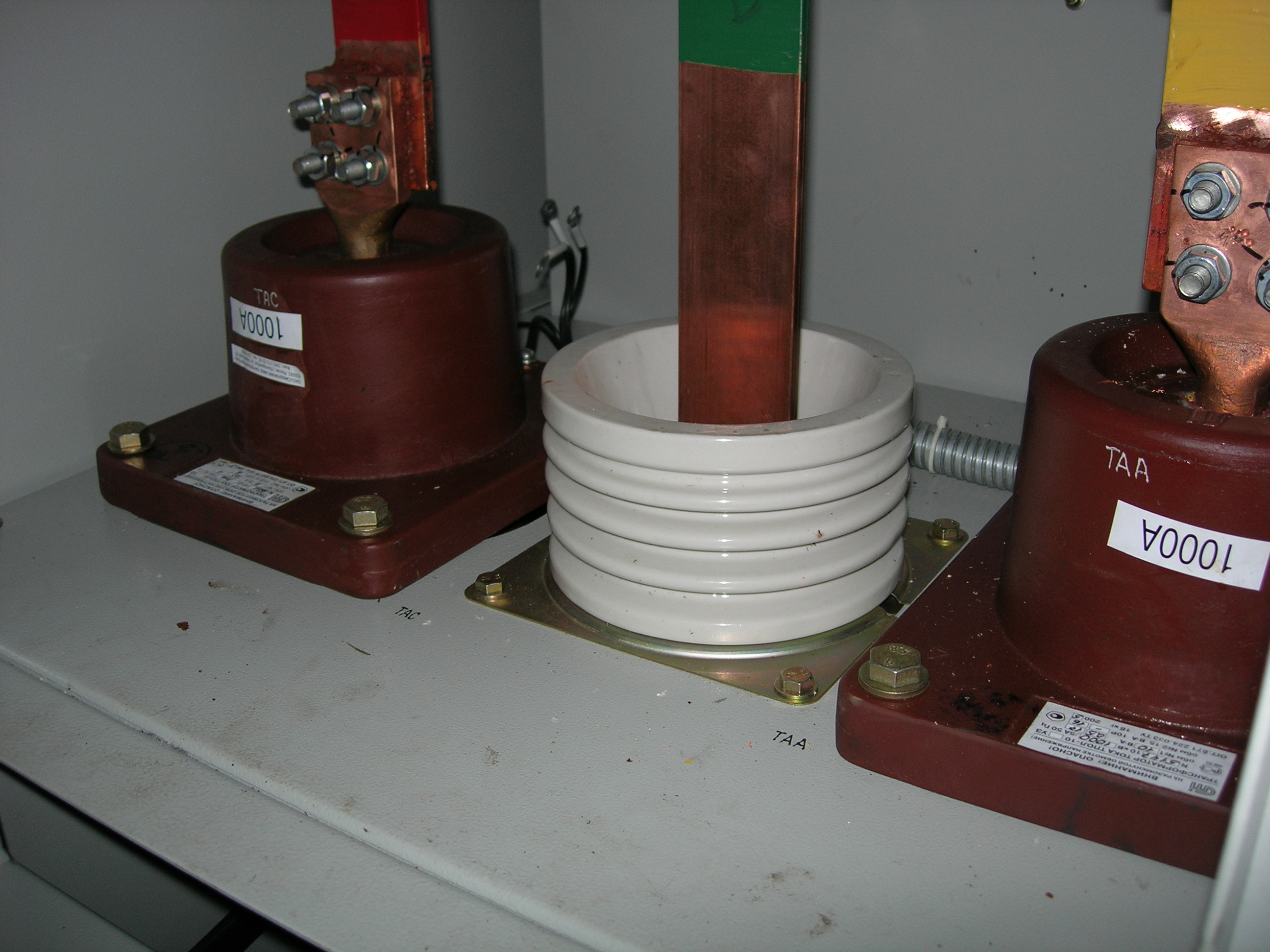
Zwei Stromwandler (links und rechts) für 1 kA im Mittelspannungsnetz
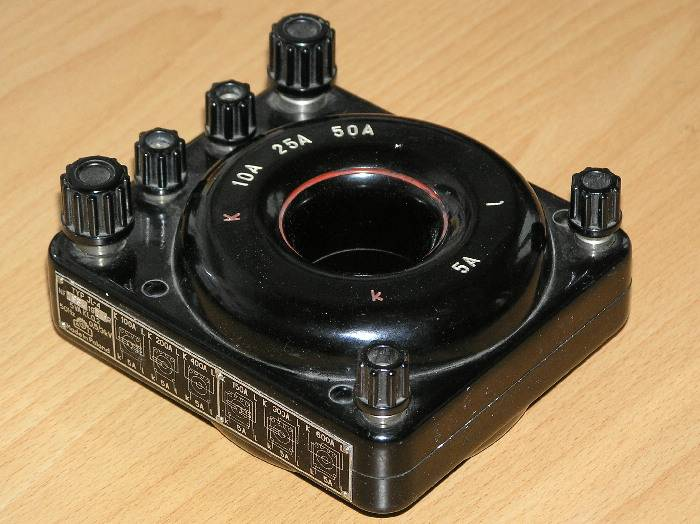
Stromwandler für Laboranwendung mit mehreren Messbereichen
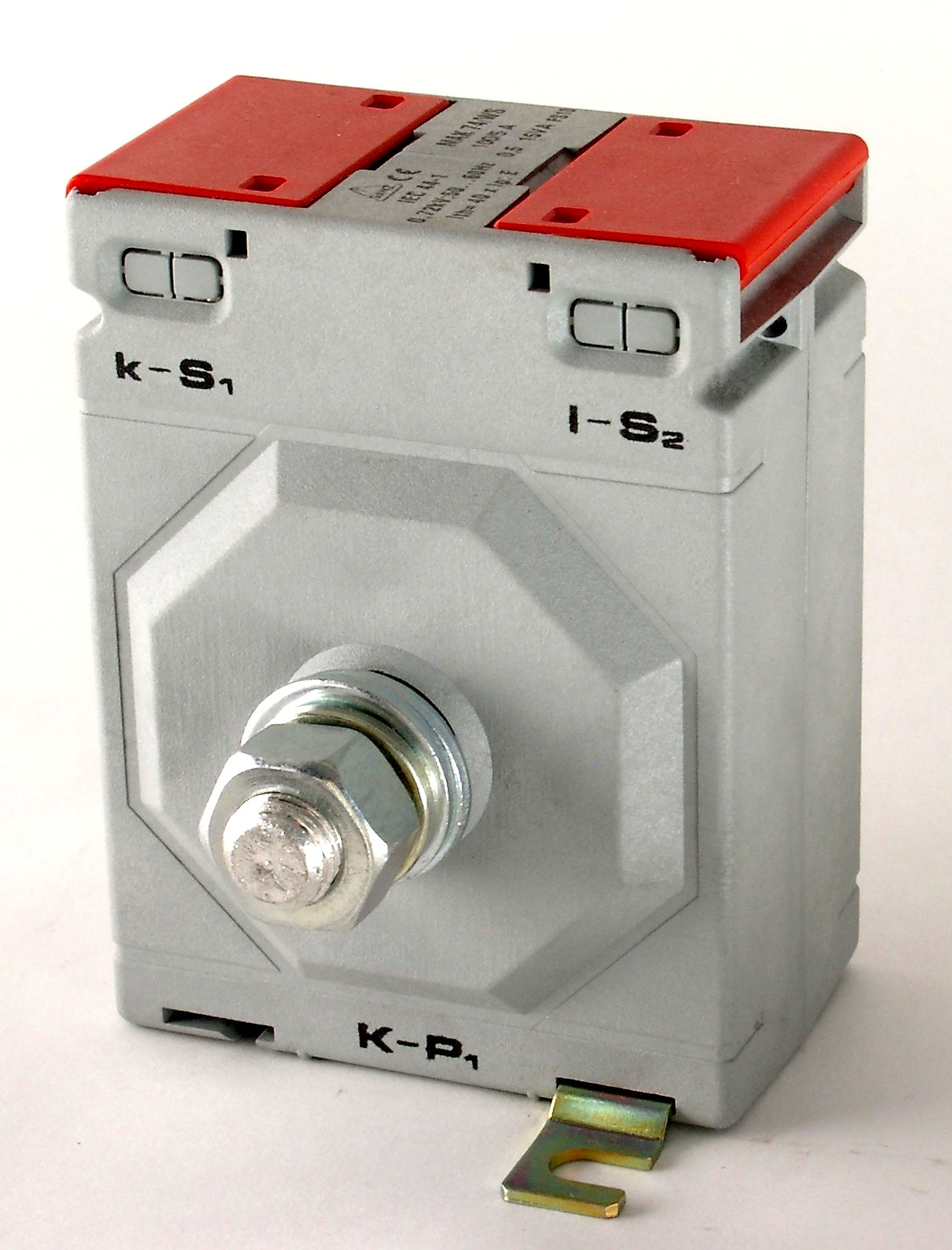
Stromwandler für Schrankmontage
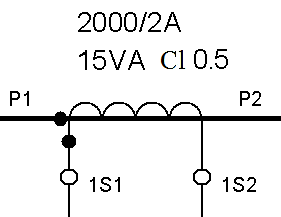
Anschlusskennzeichnung mit weiteren charakteristischen Daten

Stromwandler im Stromnetz werden oft als Stützisolator oder als Durchführung ausgeführt. Stromwandler im Stromnetz müssen hohen transienten Überströmen und -spannungen standhalten. Sie werden daher neben der Messgenauigkeit auch mit der thermischen Überstromfestigkeit Ith (z. B. das 600fache des Nennstromes oder 60 kA) und der Stoßstromfestigkeit, maßgeblich bestimmt durch die mechanische Widerstandsfähigkeit gegenüber magnetischen Kräften (etwa das 2,5fache von Ith), spezifiziert. Die Belastungen entstehen durch Kurzschlüsse und Blitzeinschläge.

#### Anwendungen in der Elektronik
In der Elektronik und Leistungselektronik werden Stromwandler verschiedenster Bauformen eingesetzt. Sie müssen weniger hohen Überlastanforderungen standhalten, jedoch höhere Frequenzen verarbeiten. Hochpermeable Ferrite sind bei niedrigen Frequenzen, aber auch bei anteilig höheren Frequenzen, gebräuchlich weil bzw. wenn die Amplitude der Magnetflussdichte gering ist. Die Bauformen reichen von handbewickelten Ferrit-Ringkernen, die auf Bauteilanschlussbeine geschoben werden, bis zu einlötbaren Bauteilen mit Loch oder auch mit einem bis mehreren, wahlweise parallel oder in Serie schaltbaren Strompfaden. Es können einmalige und periodische Pulsströme sowie Wechselströme beliebiger Kurvenform gemessen werden, soweit sichergestellt ist, dass der mittlere Gleichstrom Null ist. Das ist gegeben, wenn das positive und negative Spannungs-Zeitintegral gleich sind.

### Andere Stromwandler
Kernlose Strommesswandler siehe Rogowskispule.
Neben den induktiven Stromwandlern zur Messung von Wechselstrom gibt es auch Geräte zur Messung von Gleich- und Mischstrom auf der Basis von Feldplatten oder Hallsensoren, siehe Gleichstromwandler.
Bei Hochspannungswechsel- wie auch Gleichspannungsanwendungen kommen zur Strommessung auch magnetooptische Stromwandler, basierend auf dem Faraday-Effekt, zur Anwendung. Dabei wird ein Lichtwellenleiter spulenförmig um den elektrischen Leiter gewickelt, der Strom im Leiter führt zu einer Drehung der Polarisationsebene des Lichtstrahls im Lichtwellenleiter. Diese Drehung kann optoelektronisch gemessen werden. Sie ist proportional zur Stromstärke. In der elektrochemischen Industrie wird Gleichstrom bis 500 kA gemessen. Diese Art von Stromwandler wird auch als faseroptischer Stromsensor FOCS bezeichnet.

## Kennzeichen für den Betrieb

### Regulärer Betrieb
Bis zum primären Bemessungsstrom {\displaystyle I_{\mathrm {pr} }} und in einem vorgegebenen Bereich der Belastung verhält sich ein Stromwandler im Rahmen seiner zulässigen Messabweichung wie eine ideale Stromquelle oder Konstantstromquelle; deren Ausgangsstrom (Sekundärstrom) hängt einzig vom Eingangsstrom (Primärstrom) und nicht von der Belastung ab und zwar bis zum sekundären Bemessungsstrom {\displaystyle I_{\mathrm {sr} }} (vorzugsweise 5 A) gemäß der Bemessungsübersetzung {\displaystyle k_{\mathrm {r} }=I_{\mathrm {pr} }/I_{\mathrm {sr} }}. Diese wird als ungekürzter Bruch angegeben, z. B. 200 A / 5 A, oft abgekürzt zu 200/5 A.
Die Übersetzungsmessabweichung (früher Strommessabweichung) wird als relative Größe definiert durch
{\displaystyle \varepsilon ={\frac {k_{\mathrm {r} }\,I_{\mathrm {s} }-I_{\mathrm {p} }}{I_{\mathrm {p} }}}\cdot 100\;\%}
mit {\displaystyle I_{\mathrm {p} }} = tatsächlicher primärer Strom und {\displaystyle I_{\mathrm {s} }} = tatsächlicher sekundärer Strom, wenn {\displaystyle I_{\mathrm {p} }} unter Messbedingungen fließt.
Die Phasendifferenz bei sinusförmigem Verlauf zwischen dem sekundären und dem primären Stromzeiger ist beim idealen Stromwandler gleich null. Die tatsächliche Differenz wird als Fehlwinkel bezeichnet.
Der bei der Bemessungsfrequenz höchste zulässige Betrag der Übersetzungsmessabweichung und der höchste zulässige Betrag des Fehlwinkels werden durch eine Genauigkeitsklasse festgelegt – unterschiedlich für Stromwandler für Messzwecke und Stromwandler für Schutzzwecke.
Der den Sekundärstrom ermöglichende Scheinleitwert des Sekundärkreises wird als Bürde bezeichnet. Üblicherweise wird sie durch die Scheinleistung ausgedrückt, die bei sekundärem Bemessungsstrom und festgelegtem Leistungsfaktor der Bürde (oft 0,8 induktiv) aufgenommen wird. Für die Genauigkeitsangaben wird ein spezieller Wert der Bürde, die Bemessungsbürde, zugrunde gelegt. Normwerte der Bemessungsleistung sind 2,5 … 30 VA.
| Für Klasse 0,2: Maximaler Betrag … | bei {\displaystyle I_{\mathrm {p} }=\ \ldots \ \times I_{\mathrm {pr} }} | bei {\displaystyle I_{\mathrm {p} }=\ \ldots \ \times I_{\mathrm {pr} }} | bei {\displaystyle I_{\mathrm {p} }=\ \ldots \ \times I_{\mathrm {pr} }} | bei {\displaystyle I_{\mathrm {p} }=\ \ldots \ \times I_{\mathrm {pr} }} |
| Für Klasse 0,2: Maximaler Betrag … | 5 %                                                                      | 20 %                                                                     | 100 %                                                                    | 120 %                                                                    |
| … der Übersetzungs- messabweichung | 0,75 %                                                                   | 0,35 %                                                                   | 0,2 %                                                                    | 0,2 %                                                                    |
| … des Fehlwinkels                  | 30’                                                                      | 15’                                                                      | 10’                                                                      | 10’                                                                      |

### Begrenzung eingangsseitig
Stromwandler für Messzwecke sind bis 120 % des Bemessungsstromes spezifiziert in den Genauigkeitsklassen 0,1 – 0,2 – 0,5 – 1 (auch 0,2S – 0,5S – 3 – 5; hier nicht behandelt). Die Zahl steht für die höchste zulässige Übersetzungsmessabweichung in Prozent bei primärem Bemessungsstrom und bei Bemessungsleistung. Die Aussagen des Klassenzeichens zu verschiedenen Primärströmen am Beispiel der Klasse 0,2 zeigt die erste Tabelle.
| Für Klasse 5P20: Maximaler Betrag … | bei {\displaystyle I_{\mathrm {p} }=\ \ldots \ \times I_{\mathrm {pr} }} | bei {\displaystyle I_{\mathrm {p} }=\ \ldots \ \times I_{\mathrm {pr} }} |
| Für Klasse 5P20: Maximaler Betrag … | 1                                                                        | 20                                                                       |
| … der Übersetzungs- messabweichung  | 1 %                                                                      | 5 %                                                                      |
| … des Fehlwinkels                   | 60’                                                                      | --                                                                       |

Stromwandler für Schutzzwecke sind bis zu einem Bemessungs-Genauigkeitsgrenzstrom spezifiziert, der um den Genauigkeitsgrenzfaktor über dem primären Bemessungsstrom liegt. Normwerte für diesen Faktor sind 5 … 30. Für diese Wandler werden in der Genauigkeitsklasse an die Zahl noch der Buchstabe P (für protection – Schutz) und der Genauigkeitsgrenzfaktor angefügt; Normwerte sind die Klassen 5P und 10P. Die Aussagen am Beispiel der Klasse 5P20 zeigt die zweite Tabelle.
Durch Beifügung weiterer Buchstaben an das P kann der Stromwandler weiter beschrieben werden.

### Begrenzung ausgangsseitig
Die Angaben zur Messabweichung gelten bei Stromwandlern für Messzwecke bei jeder Bürde im Bereich 25 … 100 % der Bemessungsleistung, die Angaben bei Stromwandlern für Schutzzwecke nur bei Bemessungsbürde. Dabei muss die Bürde den festgelegten Leistungsfaktor besitzen.
Ein nicht geschlossener Sekundärkreis wirkt auf den Wandler wie eine Bürde mit nahezu unendlich hohem Widerstand. Dabei ist die Kurvenform des Sekundärsignals sehr stark verzerrt, weil dann die auf den Kern und die Spule wirkende Spannungszeitfläche zu groß ist; siehe auch Wirkprinzip des Transformators. Die Höhe der auftretenden Spannung ist abhängig von Stromstärke, Kernquerschnitt und sekundärer Windungszahl. So bleibt bei Stromwandlern bis ca. 500/5 A und kleinen Bemessungsleistungen der Scheitelwert der »offenen« Spannung meist unterhalb 200 V. Bei größeren Wandlern können jedoch höhere Spannungsspitzen auftreten, die eine Gefahr bei Berührung der offenen Klemmen für den Menschen darstellen, im Wandler zu Durchschlägen und zwischen den Klemmen zu Überschlägen führen können. Die Sekundärkreise von Stromwandlern dürfen daher niemals offen betrieben werden, da speziell bei großen Strömen und leistungsstarken Kernen lebensgefährliche Spannungen an den Sekundärklemmen auftreten können. Stromwandler, die ohne angeschlossene Messgeräte oder andere Bürden im Sekundärkreis betrieben werden, müssen an ihren Klemmen demzufolge immer kurzgeschlossen sein, um Personen- und Sachschäden zu verhindern.

## Summenstromwandler
Eine Sonderform des Stromwandlers ist der Summenstromwandler, wie er etwa in Fehlerstromschutzschaltern verwendet wird. Dabei werden alle Leiterströme (Außen- und Neutralleiter als Hin- und Rückleiter in einem Einphasenwechselstrom-Netz – oder alle drei Außenleiter und der Neutralleiter bei Dreiphasenwechselstrom) durch einen Stromwandler geführt. Gewandelt wird dann nur der Differenzstrom aus den Leitern. So können etwa Fehlerströme erkannt werden.